# وارمن
وارمن (به انگلیسی: Warman) یک شهر در کانادا است که در ساسکاچوان واقع شده‌است. وارمن ۱۳٫۰۵ کیلومتر مربع مساحت و ۱۱٬۰۲۰ نفر جمعیت دارد.